# 이쿠타하라역
이쿠타하라역(일본어: 生田原駅)은 일본 홋카이도 몬베쓰 군 엔가루정에 위치한 홋카이도 여객철도 세키호쿠 본선의 철도역이다. 역 번호는 A53이며, 단선 · 섬식의 형태를 합친 2면 2선 구조의 복합 승강장을 갖춘 지상역이다.

## 타는 곳
| 1 | ■ 세키호쿠 본선 | (상행) | 엔가루 · 아사히카와 · 삿포로 방면 |
| 2 | ■ 세키호쿠 본선 | (하행) | 루베시베 · 기타미 · 아바시리 방면 |
| 2 | ■ 세키호쿠 본선 | (상행) | 엔가루 방면 (당 역 시발)          |

## 역 주변
- 국도 제242호선
- 엔가루 정청 이쿠타하라 종합 지소

## 역사
- 1914년 10월 5일 : 관설 철도 시모이쿠타하라 - 루베시베 간 개통에 따라 가미이쿠타하라역으로 개업. 일반역.
- 1928년 : 가미이쿠타하라 삼림 궤도 개설.
- 1942년 : 삼림 궤도가 기관차를 도입하여 삼림 철도가 되었다.
- 1946년 3월 1일 : 이쿠타하라역으로 개칭.
- 1954년 : 가미이쿠타하라 삼림 철도 폐지.
- 1984년 11월 10일 : 간이 위탁화.
- 1985년 6월 1일 : 화물 및 소화물 취급 폐지.
- 1987년 4월 1일 : 일본국유철도 분할 민영화에 따라 홋카이도 여객철도가 승계.
- 1992년 4월 1일 : 간이 위탁 폐지.
- 1993년 3월 25일 : 정립 도서관 오호츠크 문학관(オホーツク文学館) 병설의 커뮤니티 센터로서 역사 신축(도서관 자체는 7월 10일부터 운영 개시).
- 2002년 12월 1일 : 특급 '오호츠크' 전 열차가 여객 취급 정차.

## 인접 역
| 세키호쿠 본선                  | 세키호쿠 본선                   | 세키호쿠 본선                  |
| ------------------------------ | ------------------------------- | ------------------------------ |
| A50 엔가루 아사히카와 방면     | ■ 세키호쿠 본선 특급 '오흐츠크' | 루베시베 A56 아바시리 방면     |
| A51 야스쿠니 아사히카와 방면   | ■ 세키호쿠 본선 특급 '기타미'   | 루베시베 A56 기타미 방면       |
| A51 야스쿠니 신아사히카와 방면 | ■ 세키호쿠 본선 보통            | 니시루베시베 A55 아바시리 방면 |